# Élections législatives de 1946 en Martinique
Les élections législatives françaises de 1946 se tiennent le 10 novembre. Ce sont les premières élections législatives de la Quatrième république, après l'adoption lors du référendum du 13 octobre d'une nouvelle constitution.

## Mode de scrutin
L'Assemblée nationale est composée de 618 sièges pourvus au scrutin proportionnel plurinominal suivant la règle de la plus forte moyenne dans le cadre départemental, sans panachage. 
Le vote préférentiel est admis, en inscrivant un numéro d'ordre en face du nom d'un, de plusieurs ou de tous les candidats de la liste. Mais l'ordre ne pourra être modifié que si au moins la moitié des suffrages portés sur la liste est numéroté. Dans les faits les modifications ne dépasseront jamais les 7%.
Dans l'ancienne colonie et nouveau département (depuis le 26 mars) de Martinique, trois députés sont à élire, soit un de plus que lors des élections aux constituantes d'octobre 1945 et de juin 1946.

## Élus
| Député sortant | Parti      | Parti      | Député élu ou réélu    | Parti | Parti |
| -------------- | ---------- | ---------- | ---------------------- | ----- | ----- |
| Aimé Césaire   |            | PCF        | Aimé Césaire           |       | PCF   |
| Léopold Bissol |            | PCF        | Léopold Bissol         |       | PCF   |
| Siège créé     | Siège créé | Siège créé | Emmanuel Véry-Hermence |       | SFIO  |

## Résultats

### Résultats à l'échelle du département
| Parti    | Parti    | Tête de liste          | Résultats | Résultats | Sièges |  |
| Parti    | Parti    | Tête de liste          | Voix      | %         |        |  |
| -------- | -------- | ---------------------- | --------- | --------- | ------ |  |
|          | PCF      | Aimé Césaire           | 34 659    | 63,01     | 2      |  |
|          | SFIO     | Emmanuel Véry-Hermence | 12 647    | 22,99     | 1 1    |  |
|          | MRP      | Théramène Thémia       | 5 040     | 9,16      | -      |  |
|          | RGR      | Alcide Delmont         | 2 661     | 4,84      | -      |  |
|          |          |                        |           |           |        |  |
| Inscrits | Inscrits | Inscrits               | 119 467   | 100,00    | 3 1    |  |
| Votants  | Votants  | Votants                | 55 441    | 46,41     |        |  |
| Exprimés | Exprimés | Exprimés               | 55 007    | 99,22     |        |  |